# Areca subacaulis
Areca subacaulis är en enhjärtbladig växtart som först beskrevs av Odoardo Beccari, och fick sitt nu gällande namn av John Dransfield. Areca subacaulis ingår i släktet Areca och familjen Arecaceae. Inga underarter finns listade i Catalogue of Life.